# Воздушная подушка
Воздушная подушка — аналог камеры от автомобиля с подаваемым в середину сжатым воздухом. Камера располагается под грузом, где создаётся высокое давление, и после наполнения воздухом пространства между подушкой и землёй груз начинает скользить на тонкой воздушной прослойке. Существуют системы, перемещающие грузы до 1000 тонн. Теоретически грузоподъемность платформ неограничена.
Данная технология широко применяется в строительстве вездеходов, морского и речного транспортов. Главным недостатком транспортных средств на воздушной подушке является их низкая экономичность, вызываемая большим расходом воздуха и необходимости вентиляторов большой мощности. По этой причине транспортные аппараты на воздушной подушке стоят значительно дороже и расходуют намного больше топлива, чем обычные транспортные средства.